# Jądro ciemności
Jądro ciemności (ang. Heart of Darkness dosł. 'serce ciemności') – opowiadanie Josepha Conrada, po raz pierwszy opublikowane w 1899 roku w Blackwood’s Magazine w trzech odcinkach. W formie książkowej pojawiło się w roku 1902. 
Ta niewielkich rozmiarów książka jest uważana za jedno z najważniejszych dzieł (obok Lorda Jima i Nostromo) w dorobku pisarza. Jest powszechnie uważane za znaczące dzieło dla angielskiej literatury i część kanonu kultury zachodniej. Można spotkać opinię, że opowiadanie jest najczęściej omawianym utworem literackim na współczesnych amerykańskich uniwersytetach. Doczekała się adaptacji filmowej i stała się inspiracją dla innych twórców.

## Inspiracja
Jądro ciemności powstało pod wrażeniem ślepych aspektów kolonializmu, których Joseph Conrad doświadczył sam, odwiedzając Wolne Kongo w ostatnim ćwierćwieczu XIX wieku. Treść nawiązuje do tragedii Wolnego Państwa Kongo, prywatnej własności belgijskiego króla Leopolda II w latach 1885–1908.
Conrad przyznał, że powieść była częściowo oparta na jego osobistych doświadczeniach z podróży po Afryce. W 1890, mając 31 lat, zamustrował się na należący do belgijskiej kompanii handlowej parowiec, pływający po rzece Kongo. Było to konsekwencją jego dziecięcych marzeń o zostaniu marynarzem. Pływając po rzece i zawijając do kolejnych zagubionych w dżungli portów, był świadkiem niezliczonych okrucieństw, aktów niesprawiedliwości i korupcji, powodowanych przez działalność europejskich kompanii, co rozwiało jego iluzje dotyczące kolonializmu. Uważa się, że narrator powieści, Charles Marlow, odzwierciedla postać autora.

## Opis fabuły

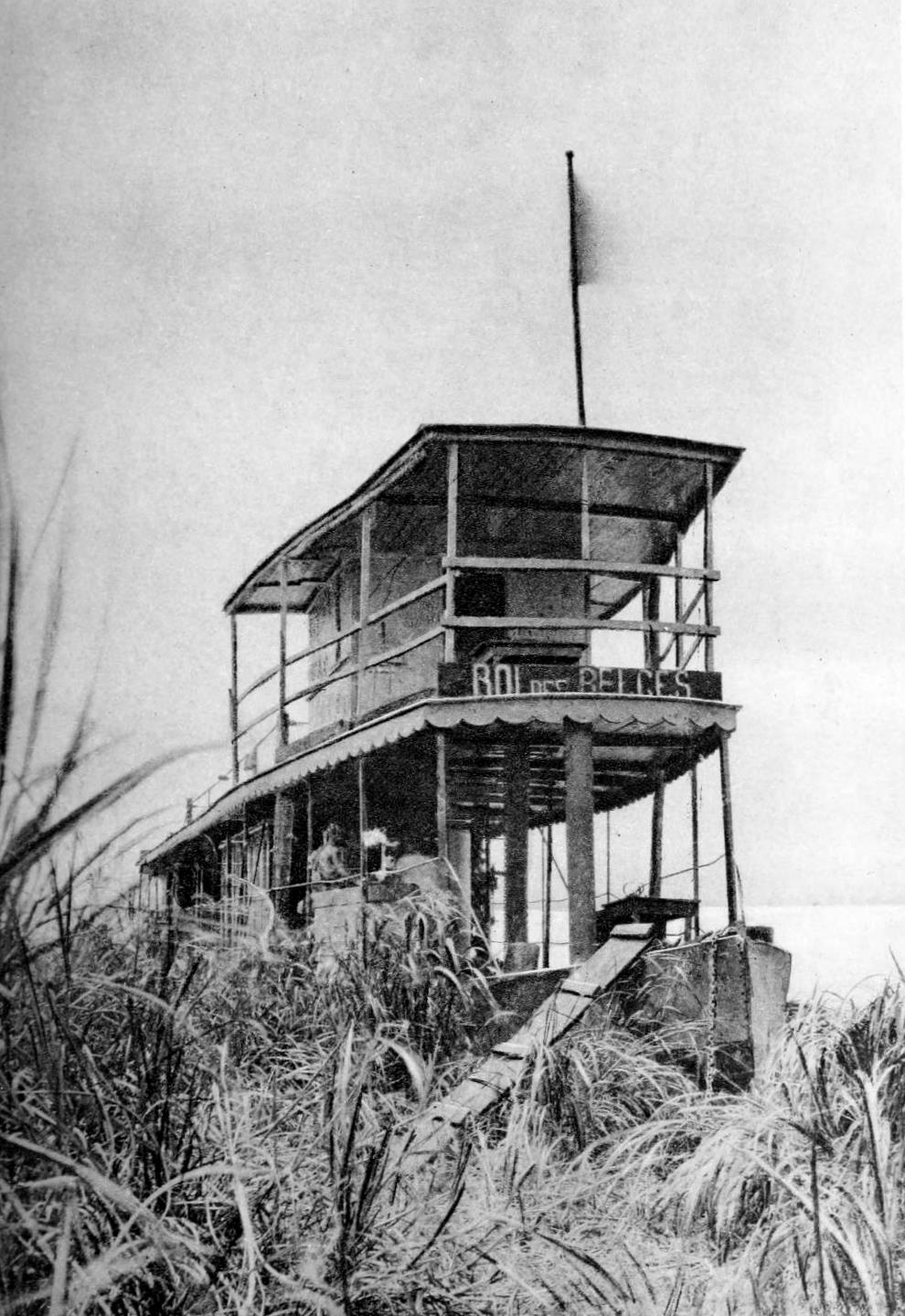
The Roi des Belges (franc. "Król Belgów"), belgijski statek rzeczny, dowodzony przez Conrada w górnym biegu rzeki Kongo, 1889

W rejs po Tamizie wyrusza piątka przyjaciół, w przeszłości w komplecie związanych z morzem. Zaczynają snuć opowieści, najważniejszą do opowiedzenia ma Charles Marlow – narrator powieści. Wspomina on czasy, gdy jako kapitan małego statku parowego popłynął rzeką Kongo w głąb afrykańskiej dżungli. Miał kursować między belgijskimi placówkami handlowymi w kolonii, przewozić kość słoniową i odkrywać białe plamy na mapach. Rzeczywistość Wolnego Państwa Kongo, po terenie którego podróżował, okazała się bardzo okrutna. Upał, umierający w łańcuchach niewolnicy, choroby i brak kontaktu z ojczyzną zamieniły białych dżentelmenów z Europy w ogarnięte żądzą zysku i władzy bestie. 
Jednym z zadań Marlowa było odnalezienie w głębi bagnistego lasu Kurtza, niesamowicie skutecznego agenta (tzn. dostarczającego dużo kości słoniowej i innych cenionych towarów afrykańskich) z odległej placówki. Już w Kongo do Marlowa docierają pogłoski o dziwnych działaniach handlarza, plotkuje się o ogarniającym go szaleństwie. Marlow naprawia parowiec i rusza w drogę. Po wielu trudach dociera do wioski lokalnego plemienia, stanowiącej bazę wypadową Kurtza. Handlarz jest chory, w stanie bliskim śmierci, ale nie to najbardziej przeraża Marlowa. Szczególną uwagę zwraca on na zmiany, które zaszły w psychice i charakterze Kurtza. Dał on się uwieść otaczającej go przyrodzie, obudziła w nim najgorsze instynkty i stał się kimś w rodzaju lokalnego kacyka, w okrutny sposób wykorzystującego pozycję, jaką zajmował w swoim quasi-państwie. Marlow wywozi Kurtza z wioski, ten jednak umiera w drodze powrotnej. Marlowowi pozostanie jedynie odwieźć raporty Kurtza do Europy i poinformować jego narzeczoną o śmierci ukochanego. By nie niszczyć iluzji o Kurtzu, Marlow kłamie, przekazując jej jego ostatnie słowa.

## Odbiór
Maria Dąbrowska pisze, że Conrad „rozpoznał należycie odwrotną, czarną stronę (...) życia, ale rozpoznawszy nie zawahał się jej osądzić” i „uczynił to najbardziej drastycznie”. Uważa również, że co „Conrada ze szczególną siłą uderza w opisywanych tu kapitalistyczno-militarnych ekspedycjach europejskich w głąb dziczy, to przede wszystkim bezmiar okrutnej głupoty”. Uważa, że autora „doprowadza do rozpaczy (...) niedołężne udawanie roboty cywilizacyjnej i organizacyjnej”, co bohater – alter-ego autora, Marlow – nazywa «rozpasanym niszczycielstwem».
Nigeryjski krytyk literacki i pisarz Chinua Achebe, w artykule Obraz Afryki. Rasizm w „Jądrze ciemności” Josepha Conrada (1977), nie kwestionując talentu pisarza dowodzi, że Conrad był „zdeklarowanym rasistą” i „miał problem ze swoim stosunkiem do Murzynów”, opierając się na cytatach głównie z Jądra ciemności, który określa mianem „obelżywego i oburzającego”. Twierdzi także, że „Conrad dostrzegł i potępił ogrom zła związanego z imperialnym wyzyskiem, pozostał jednak zdumiewająco nieczuły na kwestię rasizmu”. 
Albert J. Guerard umieścił powieść wśród „kilku najwybitniejszych opowiadań napisanych w języku angielskim”. 
W 1998 wydawnictwo Modern Library umieściło powieść na 67. miejscu na liście 100 najlepszych powieści anglojęzycznych XX wieku. W 2009 Newsweek wymienił ją jako jedną ze 100 najlepszych książek literatury światowej.

## Odniesienia kulturowe

### Filmy
- Jądro ciemności – adaptacja z 1993 w reżyserii Nicolasa Roega z Timem Rothem (Marlow) i Johnem Malkovichem (Kurtz) w rolach głównych
- Czas apokalipsy z 1979 – reżyser Francis Ford Coppola przeniósł fabułę Jądra w realia wojny wietnamskiej, obsadzając m.in. Martina Sheena, Marlona Brando, Roberta Duvalla, Dennisa Hoppera i Harrisona Forda.
- Ad Astra – film z 2019 r.

### Literatura
- Serce Mroku z 1998 – Jacek Dukaj
- Ostatni lot nad Kongo z 2010 – Wojciech Scelina
- Marzenie Celta z 2010 – Mario Vargas Llosa
- Serce Ciemności spolszczenie z 2017 – Jacek Dukaj[6][7]

### Inne
- Gra komputerowa: "Spec Ops: The Line" z roku 2012, w której podobnie jak w "Czasie Apokalipsy" oryginalna fabuła została przeniesiona do współczesnych realiów.
- Gra komputerowa: "Victoria 2" posiada płatny dodatek DLC zatytułowany "Heart of Darkness"